# Jan Zastawny
Jan Zastawny (ur. 2 lutego 1940 w Wólce Łętowskiej, zm. 6 kwietnia 2005) – polski agronom, nauczyciel i polityk, profesor nauk rolniczych.

## Życiorys
W 1957 ukończył technikum mechanizacji rolnictwa w Łańcucie, a w 1959 – studium nauczycielskie w Łodzi. Przez ponad 25 lat pracował w technikum rolniczym w Kościelcu, prowadził także własne gospodarstwo rolne. W międzyczasie w 1972 ukończył studia na Wydziale Rolniczym Akademii Rolniczej w Poznaniu, a w 1982 uzyskał stopień doktora w Katedrze Łąkarstwa poznańskiej AR. W 1994 habilitował się w Instytucie Melioracji i Użytków Zielonych na podstawie pracy pt. Wartość pokarmowa różnie konserwowanych pasz objętościowych z użytków zielonych w świetle badań chemicznych i zootechnicznych (specjalność: agronomia). 20 czerwca 2002 uzyskał tytuł profesora nauk rolniczych. W pracy naukowej specjalizował się w zakresie konserwacji pasz i łąkarstwa, opublikował ponad 250 prac naukowych. Od 1985 do śmierci pracował w Zakładzie Łąk i Pastwisk w Falentach w ramach Instytutu Melioracji i Użytków Zielonych. Został wiceprezesem Stowarzyszenia Inżynierów i Techników Wodnych i Melioracyjnych, kierującym sekcją łąkarzy i torfiarzy. Był koordynatorem programów międzynarodowych, w tym prowadzonych przez FAO. Uczestniczył jako ekspert w rządowych komisjach ds. pasz i ds. rejestracji odmian niektórych roślin.
Został członkiem Samoobrony RP. Był kandydatem tej partii w uzupełniających wyborach do Senatu w styczniu 2005 w okręgu nr 36 (zajął w nich piąte miejsce na ośmiu kandydatów). Zmarł trzy miesiące po ich przeprowadzeniu.

## Odznaczenia
Odznaczony Złotym Krzyżem Zasługi i Krzyżem Kawalerskim Orderu Odrodzenia Polski (2004), a także Złotą Odznaką Honorową NOT, nagrodami ministra oświaty i wychowania oraz ministra rolnictwa.